# جامعة ميليتوبول الحكومية التربوية
جامعة ميليتوبول الحكومية التربوية مؤسسة تعليم عالي أوكرانية، (بالأوكرانية: Мелітопольський державний педагогічний університет імені Богдана Хмельницького) هي جامعة تقع في زابوروجييه أوبلاست، أوكرانيا. أُسِّسَت هذه الجامعة في سنة 1923.